# Homohelea cinerea
Homohelea cinerea är en tvåvingeart som först beskrevs av Jean-Jacques Kieffer 1910.  Homohelea cinerea ingår i släktet Homohelea och familjen svidknott. Inga underarter finns listade i Catalogue of Life.